# Marsz Kaszubski

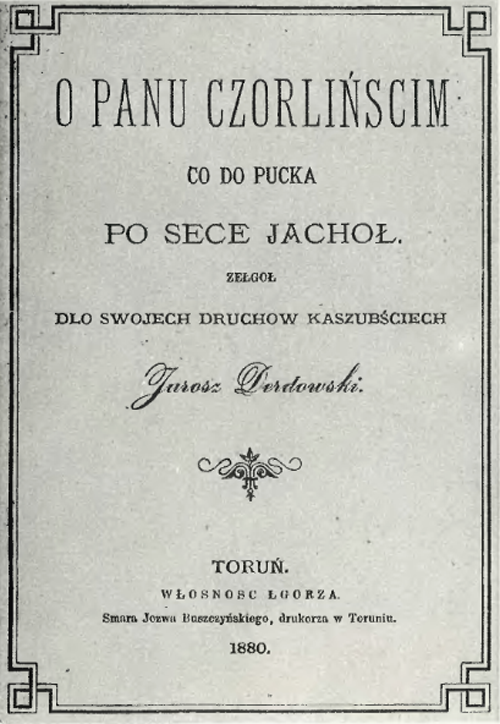
Okładka książki Derdowkiego Ò panu Czôrlińsczim co do Pùcka pò sécë jachôł z 1880 r.

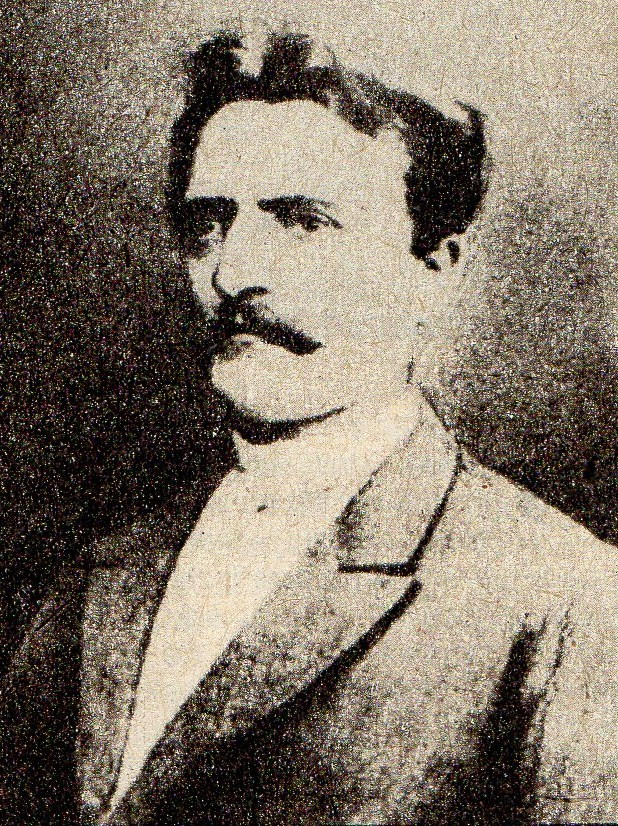
Hieronim Derdowski - autor słów Marszu Kaszubskiego

Marsz Kaszubski – popularna kaszubska pieśń patriotyczna, używana przez część Kaszubów jako hymn.
Autorem pieśni jest Hieronim Derdowski, który umieścił ją w swoim poemacie Ò panu Czôrlińsczim co do Pùcka pò sécë jachôł. Tekst do melodii zbliżonej do Mazurka Dąbrowskiego zaadaptował w 1921 Feliks Nowowiejski.
Przez długi okres Marsz Kaszubski był uznawany przez wielu Kaszubów za nieoficjalny hymn. 21 stycznia 2017 r. Rada Naczelna Zrzeszenia Kaszubsko-Pomorskiego podjęła w Gdańsku uchwałę zalecającą wykonywanie pierwszej zwrotki i refrenu Marszu Kaszubskiego jako hymnu kaszubskiego.

## Tekst Marszu Kaszubskiego
Kaszëbsczi Marsz
Tekst w języku kaszubskim 
 według współczesnej pisowni
Tam gdze Wisła òd Krakòwa

W pòlsczé mòrze płënie

Pòlskô wiara, pòlskô mòwa

Nigdë nie zadżinie.

Ref.

Nigdë do zgùbë

Nie przińdą Kaszëbë,

Marsz, marsz, marsz za wrogã!

Më trzimómë z Bògã.

Më z Niemcama wieczi całé

Krwawé wiedlë wòjnë.

Wòlné piesnië wiedno brzmiałë

Bez górë i chòjnë.

Ref. Nigdë do zgùbë...

Przëszedł Krzëżôk w twardi blasze,

Pólëł wsë i miasta,

Za to jegò cepë nasze

Grzmôcëłô lôt dwasta.

Ref. Nigdë do zgùbë...

Nas zawòłôł do swi rotë 

Pòlsczi król Jadżełło,

Téj w niemiecczich karkach gnôtë

Trzeszczałë jaż miło.

Ref. Nigdë do zgùbë...

Gdze król Kadzmiérz gnôł Krzëżôka?

Gnôł gò pòd Chònice!

Bë gò zgniotłë, jak robôka,

Kaszëbsczé kłonice.

Ref. Nigdë do zgùbë...

Czej rôz naju òkrãtama

Szwedë najechalë,

Më żesmë jich kapùzama

Z Pùcka wënëkalë.

Ref. Nigdë do zgùbë...

Krzëżã swiãtim przëżegnóné

Séc, seczera, kòsa,

Z tim Kaszëba w piekle stónie,

Diôbłu ùtrze nosa.

Ref. Nigdë do zgùbë...

Nasz Stanisłôw Kòstka swiãti,

Co sã ù nas rodzył,

Nie dopùscy, bë zawzãti

Wróg nóm długò szkòdzył.

Ref. Nigdë do zgùbë...

Płaczą matczi nad sënama

Płaczą dzys dzewice,

Hola, jesz je Bóg nad nama

Dôł cepë, kłonice.

Ref. Nigdë do zgùbë...
Kaszubsci Marsz
Oryginalny tekst w "O Panu Czorlińscim 
 co do Pucka po sece jachoł".
Tam, gdze Wisła od Krakowa

W polscie morze płynie,

Polsko wiara, polsko mowa

Nigde nie zadzinie.

Ref.

Nigde do zgube

Nie przyńdą Kaszube,

Marsz, marsz za wrodziem!

Me trzemąme z Bodziem.

Me z mniemcami wiecie całe

Krwawe wiedle wojne,

Wolne piesnie wjedno brzmniałe

Bez gore i chojne.

Ref. Nigde do zgube...

Przeszed Krzyżok w twardy blasze,

Poleł wse i mniasta,

Za to jego cepe nasze

Grzmocełe lot dwa sta.

Ref. Nigde do zgube...

Nos zawołoł do swy rote

Polsci krol Jadziełło,

Tej w mniemniecciech karkach gnote

Trzeszczałe, jaż mniło.

Ref. Nigde do zgube...

Gdze krol Kazmnierz gnoł Krzyżoka?

Gnoł go pod Chonice!

Bo go zgnietłe, jak roboka,

Kaszubscie kłonice.

Ref. Nigde do zgube...

Ciej roz naju okrętami

Szwede najechale.

Me żesme jech kapuzami

Z Pucka wenekale

Ref. Nigde do zgube...

Krzyżem swiętym przeżegnanie,

Sec, seciera, kosa,

Z tem Kaszuba w piekle stanie,

Djobłu utrze nosa.

Ref. Nigde do zgube...

Nasz Stanisłow Kostka swięty,

Co sę u nos rodzeł,

Nie dopuscy, be zawzęty

Wróg nąm długo szkodzeł.

Ref. Nigde do zgube...

Płaczą matcie nad senami.

Płaczą dzys dzewice.

Hola, Jesz je Bog nad nami,

Doł cepe, kłonice.

Ref. Nigde do zgube...
Marsz Kaszubski
Tekst w języku polskim
Tam gdzie Wisła od Krakowa

W polskie morze płynie

Polska wiara, polska mowa

Nigdy nie zaginie.

Ref.

Nigdy do zguby

Nie przyjdą Kaszuby

Marsz, marsz, marsz za wrogiem!

My trzymamy z Bogiem.

My z Niemcami wieki całe

Krwawe wiedliśmy wojny

Wolne pieśni zawsze brzmiały

Poprzez góry i sosny.

Ref. Nigdy do zguby...

Przyszedł Krzyżak w twardej blasze,

Palił wsie i miasta,

Za to jego cepy nasze

Grzmociły lat dwasta.

Ref. Nigdy do zguby...

Nas zawołał do swej roty

Polski król Jagiełło,

Wtedy w niemieckich karkach gnaty

Trzeszczały aż miło.

Ref. Nigdy do zguby...

Gdzie król Kazimierz gnał Krzyżaka?

Gnał go pod Chojnice!

By go zgniotły, jak robaka,

Kaszubskie kłonice.

Ref. Nigdy do zguby...

Kiedy z razu okrętami

Szwedzi najechali,

My ich kapuzami

Z Pucka wyganiali.

Ref. Nigdy do zguby...

Krzyżem świętym przeżegnane

Sierp, siekiera, kosa,

Z tym Kaszub w piekle stanie,

Diabłu utrze nosa.

Ref. Nigdy do zguby...

Nasz Stanisław Kostka święty,

Co się u nas rodził,

Nie dopuści, by zawzięty

Wróg nam długo szkodził.

Ref. Nigdy do zguby...

Płaczą matki nad synami

Płaczą dziś dziewice,

Hola, jest jeszcze Bóg nad nami

Dał (nam) cepy, kłonice.

Ref. Nigdy do zguby...

## Kontrowersje
Według części Kaszubów "Marsz Kaszubski" nie oddaje w odpowiedni sposób kaszubskiej tożsamości. Wiele kontrowersji wywołują słowa “pòlskô wiara, pòlskô mòwa”, militarystyczny wyraz utworu, skupiającego się na sławieniu wojny przeciw Niemcom w służbie polskiej oraz same intencje i stosunek do rodzimego języka autora, który zdecydował się na  użycie gwary dla uzyskania efektu komicznego. Z tych powodów wielokrotnie podawana jest w wątpliwość jednocząca funkcja pieśni. Według stowarzyszenia Kaszëbskô Jednota hymnem narodowym Kaszubów jest "Ziemia Rodnô" Jana Trepczyka.